# Clausus
Clausus va ser un cap sabí que segons la llegenda va ajudar a Enees, i és el suposat ancestre de la gens Clàudia. El primer Claudi, Appi Claudi Sabí Regil·lense I, es deia Attus Clausus abans d'emigrar a Roma.